# Пасхальная корзинка
Пасхальная корзинка — корзинка, используемая в праздновании Пасхи. Пасхальные корзины наполняют пасхальными яйцами, едой, игрушками и другими подарками в зависимости от местных традиций. Католики во время 40-дневного Великого поста воздерживаются от сладостей, что носит название Lenten sacrifice, а после его окончания получают сладости в корзинках на Пасху.

## Традиции

### Польша
В Польше освещение пасхальных корзин (свенцонка) — важнейшая традиция в Великую субботу, которая восходит к VII веку. Корзинку накрывают белой льняной или кружевной салфеткой и украшают веточками самшита, традиционного пасхального вечнозеленого растения. В Великую субботу корзинки с пасхальной пищей приносят в церковь, где они освящаются, после чего корзинки с пищей убирают до пасхального утра.

### США
В пасхальных традициях Соединенных Штатов пасхальный кролик дает хорошим детям корзинку с конфетами. Дети оставляют пустую корзинку на ночь перед Пасхой, ночью пасхальный кролик наполняет ее конфетами, игрушками и тому подобным, а наутро дети получают свои подарки. Также пасхальные корзинки используют во время поиска пасхальных яиц, в нее дети собирают найденные яйца.